# Кінг Конг Банді
Крістофер Палльес(англ. Christopher Alan “Chris” Pallies; 7 листопада 1957 — 4 березня 2019) — американський професійний реслер, актор, комік відомий під ім'ям Кінг Конг Банді. На початок кар'єри його вага становила 212 кг.
Найбільшу популярність здобув, виступаючи в WWE. Був в мейн-івенті Реслманії 2 в 1986 році, де боровся з Халком Хоганом за чемпіонство WWF. Також Банді став четвертою жертвою Андертейкера в його безпрограшної серії на Реслманії.
Кінг Конг Банді виступав у багатьох відомих федераціях реслінгу. Він був реслером в «NWA», «MCW», «AWA» і «CWA».